# Camping-car Magazine
Camping-Car Magazine est un magazine mensuel français publié par Edicamp (anciennement Move Publishing)

## Publications

### Le magazine
Principale parution de la presse camping-car en France depuis plus de quarante ans, Camping-Car Magazine propose chaque mois des essais et conseils pour bien choisir son camping-car, des astuces pour mieux l'aménager, les prix du neuf, le marché de l'occasion, et des propositions d'itinéraires touristiques en France et à l’étranger.

### Édition en ligne
Le site camping-car.com a été lancé en 2009. Il propose des essais et des panoramas de camping-car, des aires de services communales ou sur un camping, etc.

## Diffusion
| 2004   | 2005   | 2006   | 2007   | 2008   | 2011   | 2012   | 2013   | 2014   | 2015   | 2016   | 2017   | 2018 |
| ------ | ------ | ------ | ------ | ------ | ------ | ------ | ------ | ------ | ------ | ------ | ------ | ---- |
| 52 178 | 54 934 | 57 456 | 59 955 | 58 951 | 58 438 | 56 370 | 52 629 | 53 464 | 53 681 | 50 317 | 49 002 |      |